# AFC Champions League Two 2024-2025
L'AFC Champions League Two 2024-2025 è la stata 1ª edizione della seconda competizione calcistica per club dell'Asia dopo il rinnovo dei formati delle competizioni AFC per club. Il torneo è iniziato il 31 luglio 2024 e si è concluso il 17 maggio 2025 con la finale.
La competizione è stata vinta dallo Sharjah.

## Regolamento
Alle federazioni vengono assegnati i posti in base alla classifica delle competizioni per club, che è stata pubblicata dopo il completamento delle competizioni del 2022.
| Posizione della federazione in base al coefficiente AFC per nazioni | Posizione della federazione in base al coefficiente AFC per nazioni | Numero di squadre partecipanti | Posizione della federazione in base al coefficiente AFC per nazioni | Posizione della federazione in base al coefficiente AFC per nazioni | Numero di squadre partecipanti |
| Ovest Regione                                                       | Ovest Regione                                                       | Numero di squadre partecipanti | Est Regione                                                         | Est Regione                                                         | Numero di squadre partecipanti |
| ------------------------------------------------------------------- | ------------------------------------------------------------------- | ------------------------------ | ------------------------------------------------------------------- | ------------------------------------------------------------------- | ------------------------------ |
| 1-6                                                                 | 1-6                                                                 | 1                              | 1-3, 5-7, 12                                                        | 1-3, 5-7, 12                                                        | 1                              |
| 7-8                                                                 | 7-8                                                                 | 2                              | 4, 8-10                                                             | 4, 8-10                                                             | 2                              |
| 9-10                                                                | 9-10                                                                | 1+1                            |                                                                     |                                                                     |                                |
| 11-12                                                               | 11-12                                                               | 0+1                            |                                                                     |                                                                     |                                |

| Valutazione per l'AFC Champions League Two 2024-2025 | Valutazione per l'AFC Champions League Two 2024-2025 |
| ---------------------------------------------------- | ---------------------------------------------------- |
|                                                      | Rispetta i criteri                                   |
|                                                      | Non rispetta i criteri                               |

| Posizione | Posizione | Associazione                                                      | Punti  | Slot          | Slot     |
| Posizione | Posizione | Associazione                                                      | Punti  | Fase a Girone | Play-off |
| Regione   | AFC       | Associazione                                                      | Punti  | Fase a Girone | Play-off |
| --------- | --------- | ----------------------------------------------------------------- | ------ | ------------- | -------- |
| -         | -         | Eliminato dai preliminari di AFC Champions League Elite 2024-2025 | -      | 2             | 0        |
| 1         | 1         | Arabia Saudita                                                    | 93.795 | 1             | 0        |
| 2         | 4         | Qatar                                                             | 79.950 | 1             | 0        |
| 3         | 5         | Iran                                                              | 72.018 | 1             | 0        |
| 4         | 6         | Emirati Arabi Uniti                                               | 64.129 | 1             | 0        |
| 5         | 9         | Uzbekistan                                                        | 45.006 | 1             | 0        |
| 6         | 10        | Iraq                                                              | 36.901 | 1             | 0        |
| 7         | 12        | Giordania                                                         | 30.161 | 1 2           | 1 0      |
| 8         | 16        | Tagikistan                                                        | 23.976 | 1 2           | 1 0      |
| 9         | 17        | India                                                             | 23.639 | 1             | 1        |
| 10        | 18        | Bahrain                                                           | 20.681 | 1             | 1        |
| 11        | 19        | Kuwait                                                            | 20.069 | 0             | 1        |
| 12        | 20        | Turkmenistan                                                      | 19.464 | 0             | 1        |
| Totale    | Totale    | Totale                                                            | Totale | 12 14         | 6 4      |
| Totale    | Totale    | Totale                                                            | Totale | 18            |          |

| Posizione | Posizione | Associazione                                                      | Punti  | Slot          | Slot     |
| Posizione | Posizione | Associazione                                                      | Punti  | Fase a Girone | Play-off |
| Regione   | AFC       | Associazione                                                      | Punti  | Fase a Girone | Play-off |
| --------- | --------- | ----------------------------------------------------------------- | ------ | ------------- | -------- |
| -         | -         | Eliminato dai preliminari di AFC Champions League Elite 2024-2025 | -      | 1             | 0        |
| 1         | 2         | Giappone                                                          | 91.821 | 1             | 0        |
| 2         | 3         | Corea del Sud                                                     | 88.295 | 1             | 0        |
| 3         | 7         | Cina                                                              | 57.630 | 1             | 0        |
| 4         | 8         | Thailandia                                                        | 49.470 | 1 2           | 0        |
| 5         | 11        | Australia                                                         | 33.830 | 1             | 0        |
| 6         | 13        | Malaysia                                                          | 29.951 | 1             | 0        |
| 7         | 14        | Vietnam                                                           | 29.469 | 1             | 1 0      |
| 8         | 15        | Hong Kong                                                         | 27.450 | 1 2           | 1 0      |
| 9         | 21        | Filippine                                                         | 18.428 | 1 2           | 1 0      |
| 10        | 24        | Singapore                                                         | 16.824 | 1 2           | 1 0      |
| 11        | 25        | Corea del Nord                                                    | 16.117 | 0             | 1 0      |
| 12        | 26        | Indonesia                                                         | 15.083 | 0 1           | 1 0      |
| Totale    | Totale    | Totale                                                            | Totale | 11 16         | 6 0      |
| Totale    | Totale    | Totale                                                            | Totale | 17 16         |          |

## Squadre partecipanti
| Team              | Metodo di qualificazione                                                                                | Ultima apparizione | Apparizione nel torneo |
| ----------------- | --- | ------------------ | ---------------------- |
| Sepahan           | Perdente turno preliminare di AFC Champions League Elite 2024-2025                                      | Esordiente         |                        |
| Shabab Al-Ahli    | Perdente play-off di AFC Champions League Elite 2024-2025                                               | Esordiente         |                        |
| Al-Taawoun        | Quarta classificata della Lega saudita professionistica 2023-2024                                       | Esordiente         |                        |
| Al-Wakrah         | Quarto classificato nella Qatar Stars League 2023-2024                                                  | Esordiente         |                        |
| Tractor           | Quarto classificato nella Iran Pro League 2023-2024                                                     | Esordiente         |                        |
| Sharjah           | Quarto classificato nella UAE Pro League 2023-2024                                                      | Esordiente         |                        |
| Nasaf             | Vincitore della Uzbekistan Cup 2023 Secondo classificato nella Uzbekistan Super League 2023             | Esordiente         |                        |
| Al-Quwa Al-Jawiya | Seconda classificata della Prima Lega                                                                   | Esordiente         |                        |
| Al-Hussein        | Vincitore della Jordan Pro League 2023-2024                                                             | Esordiente         |                        |
| Istiklol          | Vincitore della Tajikistan Higher League 2023 Vincitore della Tajikistan Cup 2023                       | Esordiente         |                        |
| Mohun Bagan SG    | Vincitore dell'ISL Shield 2023-2024                                                                     | Esordiente         |                        |
| Al-Khaldiya       | Vincitore della Prima Lega 2023-2024                                                                    | Esordiente         |                        |
| Al-Wehdat         | Vincitore della Jordan FA Cup 2023-2024                                                                 | Esordiente         |                        |
| Ravšan            | Seconda classificata nella Tajikistan Cup 2023 Seconda classificata nella Tajikistan Higher League 2023 | Esordiente         |                        |

| Team        | Metodo di qualificazione                    | Ultima apparizione | Apparizione nel torneo |
| ----------- | ------------------------------------------- | ------------------ | ---------------------- |
| East Bengal | Vincitore della Super Cup 2024              | Esordiente         |                        |
| Manama      | Vincitore della Bahrein FA Cup 2023–2024    | Esordiente         |                        |
| Kuwait SC   | Vincitore della Prima Lega 2023-2024        | Esordiente         |                        |
| Altyn Asyr  | Secondo classificato della Ýokary Liga 2023 | Esordiente         |                        |

| Team                | Metodo di qualificazione                                                                     | Ultima apparizione | Apparizione nel torneo |
| ------------------- | -------------------------------------------------------------------------------------------- | ------------------ | ---------------------- |
| Bangkok United      | Perdente play-off di AFC Champions League Elite 2024-2025                                    | Esordiente         |                        |
| Sanfrecce Hiroshima | Terza classificata nella J1 League 2023                                                      | Esordiente         |                        |
| Jeonbuk             | Quarta classificata nella K League 1 2023                                                    | Esordiente         |                        |
| Zhejiang            | Terzo classificato nella Super League 2023                                                   | Esordiente         |                        |
| Port                | Terzo classificato nella Thai League 2023-2024                                               | Esordiente         |                        |
| Sydney              | Vincitore dell'Australia Cup 2023                                                            | Esordiente         |                        |
| Selangor            | Secondo classificato nella Malaysia Super League 2023                                        | Esordiente         |                        |
| Nam Định            | Vincitore della V League 1 2023-2024                                                         | Esordiente         |                        |
| Lee Man             | Vincitore della Premier League 2023-2024                                                     | Esordiente         |                        |
| Quindi – Iloilo     | Vincitore della Philippines Football League 2024 Vincitore della Copa Paulino Alcantara 2023 | Esordiente         |                        |
| Lion City Sailors   | Seconda classificata nella Singapore Premier League 2023 Vincitore della Singapore Cup       | Esordiente         |                        |
| Muangthong United   | Quinto classificato nella Thai League 2023-2024                                              | Esordiente         |                        |
| Eastern             | Vincitore della Hong Kong FA Cup 2023-2024                                                   | Esordiente         |                        |
| Cebu                | Seconda classificata nella Philippines Football League 2024                                  | Esordiente         |                        |
| Tampines Rovers     | Seconda miglior classificata nella Singapore Premier League 2023                             | Esordiente         |                        |
| Persib              | Vincitore della Liga 1 2023-2024                                                             | Esordiente         |                        |

## Calendario
| Fase                         | Turno                   | Data sorteggio   | Andata               | Ritorno              |
| ---------------------------- | ----------------------- | ---------------- | -------------------- | -------------------- |
| Fase preliminare             | Terzo turno preliminare | Nessun sorteggio | 14 agosto 2024       | 14 agosto 2024       |
| Fase a gironi                | Prima giornata          | 16 agosto 2024   | 17–19 settembre 2024 | 17–19 settembre 2024 |
| Fase a gironi                | Seconda giornata        | 16 agosto 2024   | 1–3 ottobre 2024     | 1–3 ottobre 2024     |
| Fase a gironi                | Terza giornata          | 16 agosto 2024   | 22–24 ottobre 2024   | 22–24 ottobre 2024   |
| Fase a gironi                | Quarta giornata         | 16 agosto 2024   | 5–7 November 2024    | 5–7 November 2024    |
| Fase a gironi                | Quinta giornata         | 16 agosto 2024   | 26–28 November 2024  | 26–28 November 2024  |
| Fase a gironi                | Sesta giornata          | 16 agosto 2024   | 3–5 dicembre 2024    | 3–5 dicembre 2024    |
| Fase ad eliminazione diretta | Ottavi di finale        | 12 dicembre 2024 | 11–13 febbraio 2025  | 18–20 febbraio 2025  |
| Fase ad eliminazione diretta | Quarti di finale        | 12 dicembre 2024 | 4-6 marzo 2025       | 11–31 marzo 2025     |
| Fase ad eliminazione diretta | Semifinale              | 12 dicembre 2024 | 8-9 aprile 2025      | 15–16 aprile 2025    |
| Fase ad eliminazione diretta | Finale                  | 12 dicembre 2024 | 17 maggio 2025       | 17 maggio 2025       |

## Fase preliminare
Chi non passa i turni preliminari si qualifica di diritto alla fase a gironi della AFC Challenge League 2024-2025.

### Primo turno preliminare
| Squadra 1        | Risultato        | Squadra 2        |
| Zona Occidentale | Zona Occidentale | Zona Occidentale |
| ---------------- | ---------------- | ---------------- |
| East Bengal      | 2 - 3            | Altyn Asyr       |
| Al-Ahli          | 0 - 1            | Kuwait SC        |

## Fase a gironi

### Gruppo A

#### Classifica
| Pos. | Squadra        | Pt      | G | V | N | P | GF | GS | DR  |
| ---- | -------------- | ------- | - | - | - | - | -- | -- | --- |
| 1.   | Tractor        | 10      | 4 | 3 | 1 | 0 | 16 | 4  | +12 |
| 2.   | Al-Wakrah      | 4       | 4 | 1 | 1 | 2 | 4  | 8  | -4  |
| 3.   | Ravšan         | 3       | 4 | 1 | 0 | 3 | 3  | 11 | -8  |
| 4.   | Mohun Bagan SG | Esclusa |   |   |   |   |    |    |     |

### Gruppo B

#### Classifica
| Pos. | Squadra           | Pt | G | V | N | P | GF | GS | DR  |
| ---- | ----------------- | -- | - | - | - | - | -- | -- | --- |
| 1.   | Al-Taawoun        | 15 | 6 | 5 | 0 | 1 | 13 | 6  | +7  |
| 2.   | Al-Khaldiya       | 12 | 6 | 4 | 0 | 2 | 14 | 7  | +7  |
| 3.   | Al-Quwa Al-Jawiya | 9  | 6 | 3 | 0 | 3 | 8  | 9  | -1  |
| 4.   | Altyn Asyr        | 0  | 6 | 0 | 0 | 6 | 2  | 15 | -13 |

### Gruppo C

#### Classifica
| Pos. | Squadra   | Pt | G | V | N | P | GF | GS | DR  |
| ---- | --------- | -- | - | - | - | - | -- | -- | --- |
| 1.   | Sharjah   | 13 | 6 | 4 | 1 | 1 | 13 | 8  | +5  |
| 2.   | Al-Wehdat | 11 | 6 | 3 | 2 | 1 | 8  | 7  | +1  |
| 3.   | Sepahan   | 10 | 6 | 3 | 1 | 2 | 12 | 7  | +5  |
| 4.   | Istiklol  | 0  | 6 | 0 | 0 | 6 | 1  | 12 | -11 |

### Gruppo D

#### Classifica
| Pos. | Squadra        | Pt | G | V | N | P | GF | GS | DR |
| ---- | -------------- | -- | - | - | - | - | -- | -- | -- |
| 1.   | Shabab Al-Ahli | 13 | 6 | 4 | 1 | 1 | 17 | 11 | +6 |
| 2.   | Al-Hussein     | 10 | 6 | 3 | 1 | 2 | 11 | 11 | 0  |
| 3.   | Kuwait SC      | 6  | 6 | 1 | 3 | 2 | 9  | 12 | -3 |
| 4.   | Nasaf Qarshi   | 4  | 6 | 1 | 1 | 4 | 7  | 10 | -3 |

### Gruppo E

#### Classifica
| Pos. | Squadra             | Pt | G | V | N | P | GF | GS | DR  |
| ---- | ------------------- | -- | - | - | - | - | -- | -- | --- |
| 1.   | Sanfrecce Hiroshima | 16 | 6 | 5 | 1 | 0 | 14 | 5  | +9  |
| 2.   | Sydney FC           | 12 | 6 | 4 | 0 | 2 | 17 | 6  | +11 |
| 3.   | Kaya-Iloilo         | 4  | 6 | 1 | 1 | 4 | 6  | 14 | -8  |
| 4.   | Eastern             | 3  | 6 | 1 | 0 | 5 | 7  | 19 | -12 |

### Gruppo F

#### Classifica
| Pos. | Squadra            | Pt | G | V | N | P | GF | GS | DR |
| ---- | ------------------ | -- | - | - | - | - | -- | -- | -- |
| 1.   | Lion City Sailors  | 10 | 6 | 3 | 1 | 2 | 15 | 11 | +4 |
| 2.   | Port               | 10 | 6 | 3 | 1 | 2 | 9  | 11 | -2 |
| 3.   | Zhejiang Greentown | 9  | 6 | 3 | 0 | 3 | 10 | 10 | 0  |
| 4.   | Persib             | 5  | 6 | 1 | 2 | 3 | 9  | 11 | -2 |

### Gruppo G

#### Classifica
| Pos. | Squadra         | Pt | G | V | N | P | GF | GS | DR  |
| ---- | --------------- | -- | - | - | - | - | -- | -- | --- |
| 1.   | Bangkok Utd     | 13 | 6 | 4 | 1 | 1 | 12 | 6  | +6  |
| 2.   | Nam Định        | 11 | 6 | 3 | 2 | 1 | 13 | 8  | +5  |
| 3.   | Tampines Rovers | 8  | 6 | 2 | 2 | 2 | 11 | 11 | 0   |
| 4.   | Lee Man         | 1  | 6 | 0 | 1 | 5 | 2  | 13 | -11 |

### Gruppo H

#### Classifica
| Pos. | Squadra           | Pt | G | V | N | P | GF | GS | DR  |
| ---- | ----------------- | -- | - | - | - | - | -- | -- | --- |
| 1.   | Jeonbuk Hyundai   | 12 | 6 | 4 | 0 | 2 | 16 | 4  | +12 |
| 2.   | Muangthong Utd    | 11 | 6 | 3 | 2 | 1 | 16 | 10 | +6  |
| 3.   | Selangor          | 10 | 6 | 3 | 1 | 2 | 9  | 5  | +4  |
| 4.   | Dynamic Herb Cebu | 1  | 6 | 0 | 1 | 5 | 4  | 26 | -22 |

## Fase a eliminazione diretta

### Tabellone
|  | Ottavi di finale    | Ottavi di finale  | Ottavi di finale | Ottavi di finale |       |                     | Quarti di finale | Quarti di finale | Quarti di finale | Quarti di finale |  |                   | Semifinali | Semifinali | Semifinali | Semifinali |                   |   | Finale | Finale |
|  |                     |                   |                  |                  |       |                     |                  |                  |                  |                  |  |                   |            |            |            |            |                   |   |        |        |
|  | Nam Định            | 0                 | 0                | 0                |       |                     |                  |                  |                  |                  |  |                   |            |            |            |            |                   |   |        |        |
|  | Sanfrecce Hiroshima | 3                 | 4                | 7                |       |                     |                  |                  |                  |                  |  |                   |            |            |            |            |                   |   |        |        |
|  | Sanfrecce Hiroshima | 3                 | 4                | 7                |       | Sanfrecce Hiroshima | 0                | 1                | 1                |                  |  |                   |            |            |            |            |                   |   |        |        |
|  |                     |                   |                  |                  |       | Sanfrecce Hiroshima | 0                | 1                | 1                |                  |  |                   |            |            |            |            |                   |   |        |        |
|  |                     | Lion City Sailors | 3                | 1                | 4     |                     |                  |                  |                  |                  |  |                   |            |            |            |            |                   |   |        |        |
|  | Muangthong Utd      | Lion City Sailors | 3                | 1                | 4     | 2                   | 0                | 2                |                  |                  |  |                   |            |            |            |            |                   |   |        |        |
|  | Muangthong Utd      |                   |                  |                  |       | 2                   | 0                | 2                |                  |                  |  |                   |            |            |            |            |                   |   |        |        |
|  | Lion City Sailors   | 3                 | 4                | 7                |       |                     |                  |                  |                  |                  |  |                   |            |            |            |            |                   |   |        |        |
|  | Lion City Sailors   | 3                 | 4                | 7                |       |                     |                  |                  |                  |                  |  | Lion City Sailors | 2          | 0          | 2          |            |                   |   |        |        |
|  |                     |                   |                  |                  |       |                     |                  |                  |                  |                  |  | Lion City Sailors | 2          | 0          | 2          |            |                   |   |        |        |
|  |                     | Sydney FC         | 0                | 1                | 1     |                     |                  |                  |                  |                  |  |                   |            |            |            |            |                   |   |        |        |
|  | Port                | Sydney FC         | 0                | 1                | 1     | 0                   | 0                | 0                |                  |                  |  |                   |            |            |            |            |                   |   |        |        |
|  | Port                |                   |                  |                  |       | 0                   | 0                | 0                |                  |                  |  |                   |            |            |            |            |                   |   |        |        |
|  | Jeonbuk Hyundai     | 4                 | 1                | 5                |       |                     |                  |                  |                  |                  |  |                   |            |            |            |            |                   |   |        |        |
|  | Jeonbuk Hyundai     | 4                 | 1                | 5                |       | Jeonbuk Hyundai     | 0                | 2                | 2                |                  |  |                   |            |            |            |            |                   |   |        |        |
|  |                     |                   |                  |                  |       | Jeonbuk Hyundai     | 0                | 2                | 2                |                  |  |                   |            |            |            |            |                   |   |        |        |
|  |                     | Sydney FC         | 2                | 3                | 5     |                     |                  |                  |                  |                  |  |                   |            |            |            |            |                   |   |        |        |
|  | Sydney FC (dts)     | Sydney FC         | 2                | 3                | 5     | 2                   | 3                | 5                |                  |                  |  |                   |            |            |            |            |                   |   |        |        |
|  | Sydney FC (dts)     |                   |                  |                  |       | 2                   | 3                | 5                |                  |                  |  |                   |            |            |            |            |                   |   |        |        |
|  | Bangkok Utd         | 2                 | 2                | 4                |       |                     |                  |                  |                  |                  |  |                   |            |            |            |            |                   |   |        |        |
|  | Bangkok Utd         | 2                 | 2                | 4                |       |                     |                  |                  |                  |                  |  |                   |            |            |            |            | Lion City Sailors | 1 |        |        |
|  |                     |                   |                  |                  |       |                     |                  |                  |                  |                  |  |                   |            |            |            |            |                   | 1 |        |        |
|  |                     | Sharjah           | 2                |                  |       |                     |                  |                  |                  |                  |  |                   |            |            |            |            |                   |   |        |        |
|  | Al-Khaldiya         | Sharjah           | 2                | 1                | 3     | 4                   |                  |                  |                  |                  |  |                   |            |            |            |            |                   |   |        |        |
|  | Al-Khaldiya         |                   |                  | 1                | 3     | 4                   |                  |                  |                  |                  |  |                   |            |            |            |            |                   |   |        |        |
|  | Tractor             | 2                 | 3                | 5                |       |                     |                  |                  |                  |                  |  |                   |            |            |            |            |                   |   |        |        |
|  | Tractor             | 2                 | 3                | 5                |       | Tractor             | 0                | 2                | 2 (2)            |                  |  |                   |            |            |            |            |                   |   |        |        |
|  |                     |                   |                  |                  |       | Tractor             | 0                | 2                | 2 (2)            |                  |  |                   |            |            |            |            |                   |   |        |        |
|  |                     | Al-Taawoun (dtr)  | 0                | 2                | 2 (4) |                     |                  |                  |                  |                  |  |                   |            |            |            |            |                   |   |        |        |
|  | Al-Wakrah           | Al-Taawoun (dtr)  | 0                | 2                | 2 (4) | 2                   | 2                | 4 (3)            |                  |                  |  |                   |            |            |            |            |                   |   |        |        |
|  | Al-Wakrah           |                   |                  |                  |       | 2                   | 2                | 4 (3)            |                  |                  |  |                   |            |            |            |            |                   |   |        |        |
|  | Al-Taawoun (dtr)    | 2                 | 2                | 4 (4)            |       |                     |                  |                  |                  |                  |  |                   |            |            |            |            |                   |   |        |        |
|  | Al-Taawoun (dtr)    | 2                 | 2                | 4 (4)            |       |                     |                  |                  |                  |                  |  | Al-Taawoun        | 1          | 0          | 1          |            |                   |   |        |        |
|  |                     |                   |                  |                  |       |                     |                  |                  |                  |                  |  | Al-Taawoun        | 1          | 0          | 1          |            |                   |   |        |        |
|  |                     | Sharjah           | 0                | 2                | 2     |                     |                  |                  |                  |                  |  |                   |            |            |            |            |                   |   |        |        |
|  | Al-Wehdat           | Sharjah           | 0                | 2                | 2     | 0                   | 3                | 3                |                  |                  |  |                   |            |            |            |            |                   |   |        |        |
|  | Al-Wehdat           |                   |                  |                  |       | 0                   | 3                | 3                |                  |                  |  |                   |            |            |            |            |                   |   |        |        |
|  | Shabab Al-Ahli      | 2                 | 4                | 6                |       |                     |                  |                  |                  |                  |  |                   |            |            |            |            |                   |   |        |        |
|  | Shabab Al-Ahli      | 2                 | 4                | 6                |       | Shabab Al-Ahli      | 1                | 1                | 2 (4)            |                  |  |                   |            |            |            |            |                   |   |        |        |
|  |                     |                   |                  |                  |       | Shabab Al-Ahli      | 1                | 1                | 2 (4)            |                  |  |                   |            |            |            |            |                   |   |        |        |
|  |                     | Sharjah (dtr)     | 1                | 1                | 2 (5) |                     |                  |                  |                  |                  |  |                   |            |            |            |            |                   |   |        |        |
|  | Al-Hussein          | Sharjah (dtr)     | 1                | 1                | 2 (5) | 0                   | 1                | 1 (0)            |                  |                  |  |                   |            |            |            |            |                   |   |        |        |
|  | Al-Hussein          |                   |                  |                  |       | 0                   | 1                | 1 (0)            |                  |                  |  |                   |            |            |            |            |                   |   |        |        |
|  | Sharjah             | 1                 | 0                | 1 (3)            |       |                     |                  |                  |                  |                  |  |                   |            |            |            |            |                   |   |        |        |

### Incontri

#### Ottavi di finale
| Squadra 1        | Totale           | Squadra 2           | Andata           | Ritorno          |
| Asia Occidentale | Asia Occidentale | Asia Occidentale    | Asia Occidentale | Asia Occidentale |
| ---------------- | ---------------- | ------------------- | ---------------- | ---------------- |
| Al-Khaldiya      | 4 - 5            | Tractor             | 1 - 2            | 3 - 3            |
| Al-Wakrah        | 4 - 4 (3-4 dtr)  | Al-Taawoun          | 2 - 2            | 2 - 2            |
| Al-Wehdat        | 3 - 6            | Shabab Al-Ahli      | 0 - 2            | 3 - 4            |
| Al-Hussein       | 1 - 1 (0-3 dtr)  | Sharjah             | 0 - 1            | 1 - 0            |
| Asia Orientale   |                  |                     |                  |                  |
| Nam Định         | 0 - 7            | Sanfrecce Hiroshima | 0 - 3            | 0 - 4            |
| Muangthong Utd   | 2 - 7            | Lion City Sailors   | 2 - 3            | 0 - 4            |
| Port             | 0 - 5            | Jeonbuk Hyundai     | 0 - 4            | 0 - 1            |
| Sydney FC        | 5 - 4            | Bangkok Utd         | 2 - 2            | 3 - 2 (dts)      |

#### Quarti di finale
| Squadra 1           | Totale           | Squadra 2         | Andata           | Ritorno          |
| Asia Occidentale    | Asia Occidentale | Asia Occidentale  | Asia Occidentale | Asia Occidentale |
| ------------------- | ---------------- | ----------------- | ---------------- | ---------------- |
| Tractor             | 2 - 2 (2-4 dtr)  | Al-Taawoun        | 0 - 0            | 2 - 2 (dts)      |
| Shabab Al-Ahli      | 2 - 2 (4-5 dtr)  | Sharjah           | 1 - 1            | 1 - 1 (dts)      |
| Asia Orientale      |                  |                   |                  |                  |
| Sanfrecce Hiroshima | 1 - 4            | Lion City Sailors | 0 - 3 (tav.)     | 1 - 1            |
| Jeonbuk Hyundai     | 2 - 5            | Sydney FC         | 0 - 2            | 2 - 3            |

#### Semifinali
| Squadra 1         | Totale           | Squadra 2        | Andata           | Ritorno          |
| Asia Occidentale  | Asia Occidentale | Asia Occidentale | Asia Occidentale | Asia Occidentale |
| ----------------- | ---------------- | ---------------- | ---------------- | ---------------- |
| Al-Taawoun        | 1 - 2            | Sharjah          | 1 - 0            | 0 - 2            |
| Asia Orientale    |                  |                  |                  |                  |
| Lion City Sailors | 2 - 1            | Sydney FC        | 2 - 0            | 0 - 1            |

#### Finale
| Arbitro: | Ammar Mahfoodh |

|                 |           |                                   |
| Lestienne 90+1’ | Marcatori | 74’ Ben Larbi 90+7’ Marcus Meloni |